# Marco Uvietta
 (juillet 2011).
Si vous disposez d'ouvrages ou d'articles de référence ou si vous connaissez des sites web de qualité traitant du thème abordé ici, merci de compléter l'article en donnant les références utiles à sa vérifiabilité et en les liant à la section « Notes et références ».
Marco Uvietta, né à Bolzano en 1963, est un compositeur et musicologue italien.

## Quelques œuvres
- Per quartetto solo (1998)
- Ave Maria per coro e percussioni (2000)
- ...In Ewigkeit a Fausto Zadra per orchestra (2001)
- Passacaglia per quartetto d’archi (2002)
- Numi per quartetto d’archi (2003)
- Missa semibrevis super fragmenta mozartiana per soli, coro e orchestra (2006)
- To clear a L.U.M.B.ered Mind per quartetto d’archi (2006)
- To clear further a L.U.M.B.ered Mind per oboe e trio d’archi (2006)
- Impotenza della poesia. Ricercare per voce recitante e pianoforte su testo di Giorgio Celli (2007)
- Ricercare I (ovvero Variazioni su un tema smarrito) per pianoforte (2004-2008)
- Ritrovare per due musicisti e pianoforte (2009)
- Stop Time Spinning per organo, registrante e orchestra d’archi (2011)
- Ben ove sembri, ebbro me vinse per organo solo (2012)
- Triplum: polimetro minimal- dodecarmonico per clarinetto basso, pianoforte e quartetto d'archi (2014)